# Lispe pectinipes
Lispe pectinipes är en tvåvingeart som beskrevs av Becker 1903. Lispe pectinipes ingår i släktet Lispe och familjen husflugor. Inga underarter finns listade i Catalogue of Life.